# Salesches
Salesches är en kommun i departementet Nord i regionen Hauts-de-France i norra Frankrike. Kommunen ligger i kantonen Le Quesnoy-Est som tillhör arrondissementet Avesnes-sur-Helpe. År 2022 hade Salesches 328 invånare.

## Befolkningsutveckling
Antalet invånare i kommunen Salesches
| Referens: INSEE |